# Пепперминт Пэтти
Патрисия «Пепперминт Пэтти» Рейхардт (англ. Patricia "Peppermint Patty" Reichardt) — персонаж серии комиксов Peanuts, созданный Чарльзом Шульцем и впервые появившийся в комиксе 22 августа 1966 года. Пепперминт Пэтти — рыжеволосая веснушчатая девочка, похожая по поведению на мальчика. Её самая близкая подруга — девочка Марси.

## Описание
Пепперминт Пэтти появилась в комиксе 22 августа 1966 года. В следующем году в мультфильме You're in Love, Charlie Brown состоялся её анимационный дебют. После этого в комиксах она стала тренером бейсбольной команды, которая играла против команды Чарли Брауна. Пэтти — единственный персонаж в комиксе, который называет Чарли Брауна Чаком, а Люси — Люсилль.
Пепперминт Пэтти известна своей привычкой не понимать основные понятия и идеи, которые большинство людей считают очевидными. Например, Пэтти долгое время не знала, что Снупи — собака и называла его смешным мальчиком с большим носом. Лучшая подруга Пэтти — Марси, которая всегда зовёт её «Сэр».

## В популярной культуре
- В эпизоде «Vegetable Funfest» мультсериала «Робоцып» Пэтти появляется на похоронах Лайнуса ван Пельта; в скетче она изображена как лесбиянка, а её партнёр — Марси.
- В эпизоде «Stuck Together, Torn Apart» мультсериала «Гриффины» упоминается, что Питер Гриффин и Пэтти когда-то встречались.
- В 393 выпуске журнала Mad есть пародия на Peanuts, в которой Марси и Пепперминт Пэтти укладывают свои вещи в машину, собираясь отправиться в Сан-Франциско. На машине видны наклейки с символикой Гей-прайда.
- В 25 эпизоде 1 сезона сериала "Адам портит всё" упоминается данный персонаж, а также использован подобный стиль рисунка.

## Комментарии
1. ↑  Дословный перевод — Мятное пирожное